# Тейшейра, Абнер
Абнерк Тейшейра да Си́лва младший (порт.-браз. Abner Teixeira Da Silva Júnior; род. 10 сентября 1996, Озаску, штат Сан-Паулу, Бразилия) — бразильский боксёр-любитель, выступающий в тяжёлой и в супертяжёлой весовых категориях.
Член национальной сборной Бразилии, бронзовый призёр Олимпийских игр 2020 года, двукратный призёр Панамериканских игр (2019, 2023), победитель Панамериканского чемпионата (2022), чемпион Южноамериканских игр (2022), многократный победитель и призёр международных и национальных турниров в любителях.

## Биография
Абнерк Тейшейра да Си́лва младший родился 10 сентября 1996 года в городе Озаску, штата Сан-Паулу, в Бразилии.

## Любительская карьера
В 2019 году завоевал бронзовую медаль на Панамериканских играх в Лиме (Перу), в полуфинале соревнований по очкам в конкурентном бою проиграв знаменитому кубинцу Эрисланди Савону.

### Олимпийские игры 2020 года
В 2021 года прошёл квалификацию на Олимпийские игры 2020 года.
И в июле 2021 года стал участником Олимпийских игр в Токио, где в 1/8 финала соревнований раздельным решением судей победил опытного британца Чивона Кларка, затем в четвертьфинале опять раздельным решением судей победил опытного иорданца Хуссейна Ишаиша. А в полуфинале он встретился со знаменитым кубинцем Хулио Сесаром Ла Крусом и уступил ему, завоевав бронзовую медаль турнира.
В начале ноября 2021 года участвовал в чемпионате мира в Белграде (Сербия), в тяжёлой весовой категории (до 92 кг), где он в 1/16 финала по очкам (счёт: 1:4) проиграл россиянину выступающему за Сербию Садаму Магомедову.

### 2022—2023 годы
В марте 2022 года стал победителем на 13-м Панамериканском чемпионате в весе свыше 92 кг, который прошёл в Гуаякиле (Эквадор), где он в финале победил чилийца Мигеля Анхеля Велиса Корреа.
В апреле 2022 года стал победителем престижного 52-го международного турнира «Гран-При Усти-над-Лабем» в Чехии, в финале раздельным решением судей победив немца Нелви Тиафака.
В феврале 2023 года стал бронзовым призёром в весе свыше 92 кг представительного международного турнира «Странджа» проходившего в Софии (Болгария), в полуфинале проиграв опытному армянскому боксёру Давиду Чалояну, — в итоге ставшему серебряным призёром данного турнира.